# Strongylopus springbokensis
Espèce
Statut de conservation UICN

 LC  : Préoccupation mineure
Strongylopus springbokensis est une espèce d'amphibiens de la famille des Pyxicephalidae.

## Répartition
Cette espèce est endémique de l'Ouest de la province de Cap-du-Nord en Afrique du Sud. Elle se rencontre entre 200 et 1 600 m d'altitude,.

## Description
Strongylopus springbokensis a le dos brun jaunâtre avec des taches sombres bordées de brun foncé. Une ligne longitudinale étroite est souvent présente.

## Étymologie
Son nom d'espèce, composé de springbok et du suffixe latin -ensis, « qui vit dans, qui habite », lui a été donné en référence au lieu de sa découverte, la ville de Springbok.

## Publication originale
- Channing, 1986 : A new species of the genus Strongylopus Tschudi from Namaqualand, Cape Province, South Africa (Anura: Ranidae). Annals of the Cape Provincial Museums, Natural History, vol. 16, p. 127-135.